# Sangat
Sangat is een nagar panchayat (plaats) in het district Bathinda van de Indiase staat Punjab. 

## Demografie
Volgens de Indiase volkstelling van 2001 wonen er 5.396 mensen in Sangat, waarvan 53% mannelijk en 47% vrouwelijk is. De plaats heeft een alfabetiseringsgraad van 52%.